# Ooltewah
Ooltewah is een plaats (census-designated place) in de Amerikaanse staat Tennessee, en valt bestuurlijk gezien onder Hamilton County.

## Demografie
Bij de volkstelling in 2000 werd het aantal inwoners vastgesteld op 5681.

## Geografie
Volgens het United States Census Bureau beslaat de plaats een oppervlakte van
19,8 km², geheel bestaande uit land. Ooltewah ligt op ongeveer 337 m boven zeeniveau.

## Plaatsen in de nabije omgeving
De onderstaande figuur toont nabijgelegen plaatsen in een straal van 16 km rond Ooltewah.